# Characoma miophora
Characoma miophora är en fjärilsart som beskrevs av George Francis Hampson 1912. Characoma miophora ingår i släktet Characoma och familjen trågspinnare. Inga underarter finns listade i Catalogue of Life.